# The Many Ghosts of Doctor Graves
The Many Ghosts of Doctor Graves est un comic book d'horreur dont les 72 numéros ont été publiés par Charlton Comics de mai 1967 à mai 1982 avec une interruption de plus de 3 ans entre le #65 et 66 (avril 1978/juin 1981).

## Le Principe
Le Dr Graves est un scientifique qui a passé toute sa vie professionnelle à étudier les cas de revenants. À chaque histoire, il sort un dossier numéroté, sans ordre établi, et l'offre à ses lecteurs tout en tirant un petit commentaire final.

La plupart de ses récits font 7 ou 8 pages mais il est fréquent d'en trouver des plus courts. On peut également trouver dans la revue des histoires d'une ou deux pages parfois présentées par Mr Dedd, autre personnage de l'écurie Charlton.

## Une période favorable
Cette revue s'inscrit dans le retour des revues d'horreur sur le marché américain des comics. À la suite du succès de Warren Publishing avec ses magazines Creepy puis Eerie, les éditeurs revinrent sur un genre qui avait été très à la mode avant le Comics Code.

Charlton Comics qui avait toujours été un éditeur secondaire édita sur cette période une dizaine de revues d'horreur : Beyond the Grave (à partir de 1975), Creepy Things (à partir de 1975), Ghost Manor (dès 1968) transformé en Ghostly Haunts à compter du #20, un deuxième Ghost Manor quand la première version changea de nom (1971), Ghostly Tales (dès 1966), Haunted (à partir de 1971), Haunted Love (à partir de 1973), Midnite Tales (1973), Monster Hunters (1975), Scary Tales (1975), Strange Suspense Stories (1967).